# ایپروهپتین
ایپروهپتین (به انگلیسی: Iproheptine) یک ترکیب شیمیایی با شناسه پاب‌کم ۱۹۹۱۷ است. 